# Llista d'asteroides/194501-194600
| Nom      | Designació provisional | Data de descobriment   | Lloc de descobriment | Descobridor/s  |
| -------- | ---------------------- | ---------------------- | -------------------- | -------------- |
| 194501 - | 2001 WJ85              | 20 de novembre de 2001 | Socorro              | LINEAR         |
| 194502 - | 2001 WE87              | 19 de novembre de 2001 | Socorro              | LINEAR         |
| 194503 - | 2001 WM87              | 19 de novembre de 2001 | Socorro              | LINEAR         |
| 194504 - | 2001 WX87              | 19 de novembre de 2001 | Socorro              | LINEAR         |
| 194505 - | 2001 WO88              | 19 de novembre de 2001 | Socorro              | LINEAR         |
| 194506 - | 2001 WD90              | 21 de novembre de 2001 | Socorro              | LINEAR         |
| 194507 - | 2001 WR92              | 21 de novembre de 2001 | Socorro              | LINEAR         |
| 194508 - | 2001 WF99              | 17 de novembre de 2001 | Socorro              | LINEAR         |
| 194509 - | 2001 WZ99              | 21 de novembre de 2001 | Socorro              | LINEAR         |
| 194510 - | 2001 WV100             | 16 de novembre de 2001 | Kitt Peak            | Spacewatch     |
| 194511 - | 2001 WY101             | 18 de novembre de 2001 | Kitt Peak            | Spacewatch     |
| 194512 - | 2001 XR                | 7 de desembre de 2001  | Eskridge             | G. Hug         |
| 194513 - | 2001 XR2               | 8 de desembre de 2001  | Socorro              | LINEAR         |
| 194514 - | 2001 XS6               | 9 de desembre de 2001  | Kitt Peak            | Spacewatch     |
| 194515 - | 2001 XV6               | 9 de desembre de 2001  | Socorro              | LINEAR         |
| 194516 - | 2001 XD8               | 8 de desembre de 2001  | Socorro              | LINEAR         |
| 194517 - | 2001 XZ8               | 9 de desembre de 2001  | Socorro              | LINEAR         |
| 194518 - | 2001 XC9               | 9 de desembre de 2001  | Socorro              | LINEAR         |
| 194519 - | 2001 XD11              | 7 de desembre de 2001  | Socorro              | LINEAR         |
| 194520 - | 2001 XL12              | 9 de desembre de 2001  | Socorro              | LINEAR         |
| 194521 - | 2001 XA13              | 9 de desembre de 2001  | Socorro              | LINEAR         |
| 194522 - | 2001 XF14              | 9 de desembre de 2001  | Socorro              | LINEAR         |
| 194523 - | 2001 XC17              | 9 de desembre de 2001  | Socorro              | LINEAR         |
| 194524 - | 2001 XO17              | 9 de desembre de 2001  | Socorro              | LINEAR         |
| 194525 - | 2001 XV17              | 9 de desembre de 2001  | Socorro              | LINEAR         |
| 194526 - | 2001 XJ20              | 9 de desembre de 2001  | Socorro              | LINEAR         |
| 194527 - | 2001 XX20              | 9 de desembre de 2001  | Socorro              | LINEAR         |
| 194528 - | 2001 XR25              | 10 de desembre de 2001 | Socorro              | LINEAR         |
| 194529 - | 2001 XV32              | 10 de desembre de 2001 | Kitt Peak            | Spacewatch     |
| 194530 - | 2001 XQ34              | 9 de desembre de 2001  | Socorro              | LINEAR         |
| 194531 - | 2001 XD37              | 9 de desembre de 2001  | Socorro              | LINEAR         |
| 194532 - | 2001 XD40              | 9 de desembre de 2001  | Socorro              | LINEAR         |
| 194533 - | 2001 XP40              | 9 de desembre de 2001  | Socorro              | LINEAR         |
| 194534 - | 2001 XT41              | 9 de desembre de 2001  | Socorro              | LINEAR         |
| 194535 - | 2001 XN45              | 9 de desembre de 2001  | Socorro              | LINEAR         |
| 194536 - | 2001 XO47              | 9 de desembre de 2001  | Socorro              | LINEAR         |
| 194537 - | 2001 XB49              | 10 de desembre de 2001 | Socorro              | LINEAR         |
| 194538 - | 2001 XC49              | 10 de desembre de 2001 | Socorro              | LINEAR         |
| 194539 - | 2001 XP49              | 10 de desembre de 2001 | Socorro              | LINEAR         |
| 194540 - | 2001 XP51              | 10 de desembre de 2001 | Socorro              | LINEAR         |
| 194541 - | 2001 XU52              | 11 de desembre de 2001 | Socorro              | LINEAR         |
| 194542 - | 2001 XZ60              | 10 de desembre de 2001 | Socorro              | LINEAR         |
| 194543 - | 2001 XW63              | 10 de desembre de 2001 | Socorro              | LINEAR         |
| 194544 - | 2001 XO65              | 10 de desembre de 2001 | Socorro              | LINEAR         |
| 194545 - | 2001 XN66              | 10 de desembre de 2001 | Socorro              | LINEAR         |
| 194546 - | 2001 XH67              | 10 de desembre de 2001 | Socorro              | LINEAR         |
| 194547 - | 2001 XT67              | 10 de desembre de 2001 | Socorro              | LINEAR         |
| 194548 - | 2001 XC72              | 11 de desembre de 2001 | Socorro              | LINEAR         |
| 194549 - | 2001 XE72              | 11 de desembre de 2001 | Socorro              | LINEAR         |
| 194550 - | 2001 XW73              | 11 de desembre de 2001 | Socorro              | LINEAR         |
| 194551 - | 2001 XM74              | 11 de desembre de 2001 | Socorro              | LINEAR         |
| 194552 - | 2001 XU74              | 11 de desembre de 2001 | Socorro              | LINEAR         |
| 194553 - | 2001 XK76              | 11 de desembre de 2001 | Socorro              | LINEAR         |
| 194554 - | 2001 XZ76              | 11 de desembre de 2001 | Socorro              | LINEAR         |
| 194555 - | 2001 XE77              | 11 de desembre de 2001 | Socorro              | LINEAR         |
| 194556 - | 2001 XF79              | 11 de desembre de 2001 | Socorro              | LINEAR         |
| 194557 - | 2001 XR79              | 11 de desembre de 2001 | Socorro              | LINEAR         |
| 194558 - | 2001 XZ80              | 11 de desembre de 2001 | Socorro              | LINEAR         |
| 194559 - | 2001 XY82              | 11 de desembre de 2001 | Socorro              | LINEAR         |
| 194560 - | 2001 XK84              | 11 de desembre de 2001 | Socorro              | LINEAR         |
| 194561 - | 2001 XF88              | 14 de desembre de 2001 | Desert Eagle         | W. K. Y. Yeung |
| 194562 - | 2001 XS89              | 10 de desembre de 2001 | Socorro              | LINEAR         |
| 194563 - | 2001 XU89              | 10 de desembre de 2001 | Socorro              | LINEAR         |
| 194564 - | 2001 XY89              | 10 de desembre de 2001 | Socorro              | LINEAR         |
| 194565 - | 2001 XC91              | 10 de desembre de 2001 | Socorro              | LINEAR         |
| 194566 - | 2001 XH91              | 10 de desembre de 2001 | Socorro              | LINEAR         |
| 194567 - | 2001 XR91              | 10 de desembre de 2001 | Socorro              | LINEAR         |
| 194568 - | 2001 XT91              | 10 de desembre de 2001 | Socorro              | LINEAR         |
| 194569 - | 2001 XQ92              | 10 de desembre de 2001 | Socorro              | LINEAR         |
| 194570 - | 2001 XS92              | 10 de desembre de 2001 | Socorro              | LINEAR         |
| 194571 - | 2001 XL93              | 10 de desembre de 2001 | Socorro              | LINEAR         |
| 194572 - | 2001 XR94              | 10 de desembre de 2001 | Socorro              | LINEAR         |
| 194573 - | 2001 XY94              | 10 de desembre de 2001 | Socorro              | LINEAR         |
| 194574 - | 2001 XB95              | 10 de desembre de 2001 | Socorro              | LINEAR         |
| 194575 - | 2001 XR95              | 10 de desembre de 2001 | Socorro              | LINEAR         |
| 194576 - | 2001 XP97              | 10 de desembre de 2001 | Socorro              | LINEAR         |
| 194577 - | 2001 XP98              | 10 de desembre de 2001 | Socorro              | LINEAR         |
| 194578 - | 2001 XQ98              | 10 de desembre de 2001 | Socorro              | LINEAR         |
| 194579 - | 2001 XX101             | 10 de desembre de 2001 | Socorro              | LINEAR         |
| 194580 - | 2001 XY102             | 14 de desembre de 2001 | Socorro              | LINEAR         |
| 194581 - | 2001 XK104             | 15 de desembre de 2001 | Socorro              | LINEAR         |
| 194582 - | 2001 XG106             | 10 de desembre de 2001 | Socorro              | LINEAR         |
| 194583 - | 2001 XK107             | 10 de desembre de 2001 | Socorro              | LINEAR         |
| 194584 - | 2001 XU107             | 10 de desembre de 2001 | Socorro              | LINEAR         |
| 194585 - | 2001 XS108             | 10 de desembre de 2001 | Socorro              | LINEAR         |
| 194586 - | 2001 XK110             | 11 de desembre de 2001 | Socorro              | LINEAR         |
| 194587 - | 2001 XD111             | 11 de desembre de 2001 | Socorro              | LINEAR         |
| 194588 - | 2001 XH111             | 11 de desembre de 2001 | Socorro              | LINEAR         |
| 194589 - | 2001 XV114             | 13 de desembre de 2001 | Socorro              | LINEAR         |
| 194590 - | 2001 XA117             | 13 de desembre de 2001 | Socorro              | LINEAR         |
| 194591 - | 2001 XE117             | 13 de desembre de 2001 | Socorro              | LINEAR         |
| 194592 - | 2001 XH117             | 13 de desembre de 2001 | Socorro              | LINEAR         |
| 194593 - | 2001 XL118             | 13 de desembre de 2001 | Socorro              | LINEAR         |
| 194594 - | 2001 XW118             | 13 de desembre de 2001 | Socorro              | LINEAR         |
| 194595 - | 2001 XB119             | 13 de desembre de 2001 | Socorro              | LINEAR         |
| 194596 - | 2001 XG120             | 14 de desembre de 2001 | Socorro              | LINEAR         |
| 194597 - | 2001 XL121             | 14 de desembre de 2001 | Socorro              | LINEAR         |
| 194598 - | 2001 XQ124             | 14 de desembre de 2001 | Socorro              | LINEAR         |
| 194599 - | 2001 XT124             | 14 de desembre de 2001 | Socorro              | LINEAR         |
| 194600 - | 2001 XW127             | 14 de desembre de 2001 | Socorro              | LINEAR         |